# 芝布达

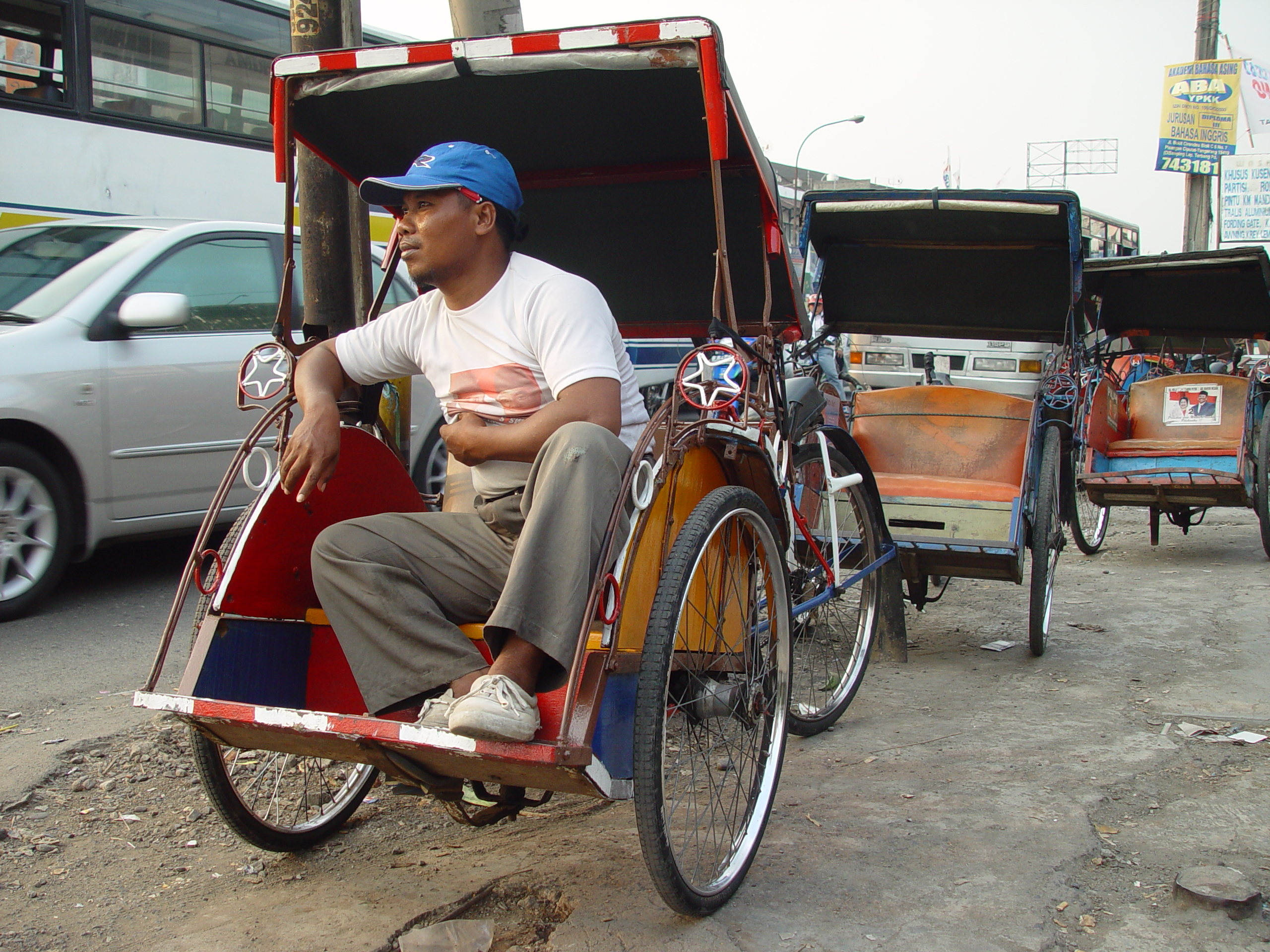
芝布达的人力车司机

芝布达是万丹省南丹格朗市的一个区，在雅茂德丹勿（即大雅加达都市圈）之内。2010年人口为192,205。
芝布达区位于南丹格朗市中心区域，面积为3,626公顷，海拔44米，平均降雨量为2000——3000毫米/年。

6°18′40″S 106°45′43″E / 6.31111°S 106.76194°E